# Liste des monuments historiques de Glabbeek
Cette page regroupe l'ensemble des monuments classés de la ville belge de Glabbeek.
| Objet                              | Statut du classement? | Année de construction/architecte | Section communale  | Adresse           | Coordonnées                      | Numéro d'inventaire | Illustration                       |
| ---------------------------------- | --------------------- | -------------------------------- | ------------------ | ----------------- | -------------------------------- | ------------------- | ---------------------------------- |
| (nl) Parochiekerk Sint-Andreas     | OB000276              |                                  | Attenrode          | Doelaagstraat 5   | 50° 52′ 39″ nord, 4° 55′ 24″ est | 41842               | (nl) Parochiekerk Sint-Andreas     |
| (nl) Kapel van het kasteel         |                       |                                  | Attenrode          | Torenstraat 62    | 50° 52′ 29″ nord, 4° 55′ 33″ est | 41843               | (nl) Kapel van het kasteel         |
| (nl) Boerenhuis                    |                       |                                  | Attenrode          | Torenstraat 22    | 50° 51′ 27″ nord, 4° 55′ 19″ est | 41846               | (nl) Boerenhuis                    |
| (nl) Parochiekerk Sint-Quirinus    | OB000273              |                                  | Bunsbeek           | Bunsbeekdorp      | 50° 50′ 36″ nord, 4° 56′ 42″ est | 41847               | (nl) Parochiekerk Sint-Quirinus    |
| (nl) Herenwoning, dubbelhuis       |                       |                                  | Bunsbeek           | Tiensesteenweg 61 | 50° 50′ 37″ nord, 4° 56′ 51″ est | 41848               | (nl) Herenwoning, dubbelhuis       |
| (nl) Parochiekerk Sint-Niklaas     | OB000278              |                                  | Glabbeek-Zuurbemde | Dries             | 50° 52′ 23″ nord, 4° 56′ 56″ est | 41849               | (nl) Parochiekerk Sint-Niklaas     |
| (nl) Café "Gildenhuis" van 1920    |                       |                                  | Glabbeek-Zuurbemde | Dries 38          | 50° 52′ 22″ nord, 4° 56′ 55″ est | 41850               | (nl) Café "Gildenhuis" van 1920    |
| (nl) Parochiekerk Sint-Catharina   | OB000274 · OB000275   |                                  | Glabbeek-Zuurbemde | Zuurbemde         | 50° 52′ 25″ nord, 4° 58′ 21″ est | 41851               | (nl) Parochiekerk Sint-Catharina   |
| (nl) Woning van 1776               | OB000274              |                                  | Glabbeek-Zuurbemde | Bronstraat 9      | 50° 52′ 25″ nord, 4° 58′ 23″ est | 41852               | (nl) Woning van 1776               |
| (nl) Woning van 1744               | OB000274              |                                  | Glabbeek-Zuurbemde | Zuurbemde 53      | 50° 52′ 26″ nord, 4° 58′ 25″ est | 41853               | (nl) Woning van 1744               |
| (nl) Parochiekerk Onze-Lieve-Vrouw |                       |                                  | Kapellen           | Dorpsstraat       | 50° 53′ 14″ nord, 4° 57′ 26″ est | 41855               | (nl) Parochiekerk Onze-Lieve-Vrouw |
| (nl) Woning, dubbelhuis            |                       |                                  | Kapellen           | Dorpsstraat 42    | 50° 53′ 16″ nord, 4° 57′ 26″ est | 41856               | (nl) Woning, dubbelhuis            |
| (nl) Dorpswoning                   |                       |                                  | Kapellen           | Dorpsstraat 44    | 50° 53′ 16″ nord, 4° 57′ 27″ est | 41857               | (nl) Dorpswoning                   |
| (nl) Boerenhuis van 1813           |                       |                                  | Kapellen           | Dorpsstraat 46    | 50° 53′ 16″ nord, 4° 57′ 29″ est | 41858               | (nl) Boerenhuis van 1813           |
| (nl) Woning van 1867               |                       |                                  | Bunsbeek           | Bunsbeekdorp 4    | 50° 50′ 35″ nord, 4° 56′ 45″ est | 76351               | (nl) Woning van 1867               |
| (nl) Pastorie van 1781             |                       |                                  | Attenrode          | Doelaagstraat 1   | 50° 52′ 39″ nord, 4° 55′ 26″ est | 83757               | (nl) Pastorie van 1781             |
| (nl) Pastorie                      |                       |                                  | Kapellen           | Dorpsstraat 40    | 50° 53′ 13″ nord, 4° 57′ 24″ est | 83758               | (nl) Pastorie                      |
| (nl) Herenhuis met tuin            | OB001805              |                                  | Bunsbeek           | Boeslinter 20     |                                  | 201110              | Téléverser                         |